# Tipula (Schummelia) zernyi
Tipula (Schummelia) zernyi is een tweevleugelige uit de familie langpootmuggen (Tipulidae). De soort komt voor in het Palearctisch gebied.